# Baccalà alla vicentina
Le baccalà alla vicentina est un plat vénitien originaire de Vicence, composé principalement de stockfisch et d'oignons. Il fait partie d'une large famille de plats traditionnels à base de stockfisch (morue séchée non salée) propres à la Vénétie.

## Préparation
Comme toutes les recettes traditionnelles celle de la morue à la vicentine varie légèrement. Le protocole de base consiste à battre le stockfisch, puis à le faire tremper quelques jours dans l'eau froide, après quoi il est méticuleusement effiloché. 
On hache ensuite des oignons (généralement en quantité équivalant à la moitié du poids de stockfisch trempé), que l'on fait revenir légèrement dans de l'huile d'olive (parfois, en ajoutant des anchois hachés). On dispose ensuite dans un plat le poisson effiloché et les oignons revenus en couches superposées, on arrose d'huile d'olive (et d'un peu de lait dans certaines variantes), et on met l'ensemble à cuire à feu très doux au four pendant trois à quatre heures. On ne mélange pas la préparation pendant la cuisson; tout au plus est-il permis de déplacer légèrement le plat pour que la cuisson soit plus égale.